# 카스티야의 군주 목록
카스티야의 군주 목록(스페인어: Anexo:Monarcas de Castilla)은 카스티야 왕국 군주의 목록을 나열하였다.

## 히메네스 왕조
| 대수 | 초상 | 이름         | 재위 시작 | 재위 종료 | 비고 |
| ---- | ---- | ------------ | --------- | --------- | ---- |
| 1    |      | 페르난도 1세 | 1037년    | 1065년    |      |
| 2    |      | 산초 2세     | 1065년    | 1072년    |      |
| 3    |      | 알폰소 6세   | 1072년    | 1109년    |      |
| 4    |      | 우라카       | 1109년    | 1126년    |      |

## 이브레아가
| 대수 | 초상 | 이름                      | 재위 시작     | 재위 종료     | 비고                                                                  |
| ---- | ---- | ------------------------- | ------------- | ------------- | --------------------------------------------------------------------- |
| 1    |      | 알폰소 7세                | 1126년        | 1157년        | 부르고뉴 백작 기욤 1세의 친손자, 전임 우르구날라 여왕과 레이몽의 아들 |
| 2    |      | 산초 3세                  | 1157년        | 1158년        |                                                                       |
| 3    |      | 알폰소 8세                | 1158년        | 1214년        |                                                                       |
| 4    |      | 엔리케 1세                | 1214년        | 1217년        |                                                                       |
| 5    |      | 페르난도 3세              | 1217년        | 1252년        |                                                                       |
| 6    |      | 알폰소 10세 현명왕        | 1252년        | 1284년        |                                                                       |
| 7    |      | 산초 4세 용감왕           | 1284년        | 1295년        |                                                                       |
| 8    |      | 페르난도 4세              | 1295년        | 1312년        |                                                                       |
| 9    |      | 알폰소 11세 공정왕        | 1312년        | 1350년        |                                                                       |
| 10   |      | 페드로 잔인왕 또는 정의왕 | 1350년 1367년 | 1366년 1369년 | 동생 엔리케와의 내전에서 패하여 퇴위당하지만 흑태자의 도움으로 복위.  |

## 트라스타마라가
- 엔리케 2세 서자왕 또는 형제살해왕(1366-1367, 1369–1379), 형 페드로와의 싸움에서 프랑스의 원조 덕분에 승리하여 왕이 되었다가 흑태자의 도움을 받은 페드로에게 패배하여 폐위, 다시 프랑스의 도움을 받아 1369년의 몬티엘 전투에서 승리하여 형을 쓰러뜨리고 왕위를 계승.
- 후안 1세(1379–1390)
- 엔리케 3세 병자왕(1390–1406)
- 후안 2세(1406–1454)
- 엔리케 4세 불능왕(1454–1474)
- 이사벨 1세와 아라곤 왕 페르난도 2세(1474–1504)
- 후아나 미치광이(1504–1555)와 펠리페 1세(1504-1506)

## 합스부르크가
- 카를로스 1세(1516–1556)

## 같이 보기
- 아스투리아스의 군주
- 갈리시아의 군주
- 아라곤의 군주
- 스페인의 군주
- 나바라의 군주
- 레온의 군주